# Штрелазунд
Штрелазунд (нім. Strelasund; полаб. Strela «Стріла») — вузька протока Балтійського моря, яка відокремлює острів Рюген від материка. Є природним кордоном між адміністративними районами німецької землі Мекленбург-Передня Померанія: островом Рюген, та містом на правах повіту Штральзунд.
Протока ніде не набагато більше, ніж 3 км завширшки, і досягає найбільшої ширини до її південно-східного кінця. Довжина приблизно 25 км. Найбільша глибина — 4 м.
Широко відома як протока «Стріла» — вагоме місце в рибалок для лову щуки і судака.
Єдиним островом у протоці Штрелазунд є Денгольм нім. Dänholm (який розташований неподалік від міста Штральзунд), який несе частину моста Рюгендам (нім. Rügendamm) через протоку.
З 1936 року через протоку Штрелазунд закладено залізнично-автомобільний міст «Рюгендам», що сполучає острів Рюген із материком.
«Rügendamm» і «Rügenbrücke» — два фіксованих мости через Штральзунд.
У Штрелазунді мали місце дві битви. Перша — в 1362 році, а друга в 1369 році. Битви відбувались між данським королем Вальдемаром IV і військово-морським флотом Ганзейського союзу.
Прибережні міста: Штральзунд, Альтефер, Брандсгаген.